# コンソール (macOS)
コンソール（英: Console）は、Appleが開発したmacOS用の、ログ確認ユーティリティソフトウェアである。

## 概要
macOSで発生したイベントを確認する為に使用するソフトウェアである。アプリケーションのクラッシュやフリーズ、カーネルパニック、システムにログインした日付などのログや診断データを確認できる。

## レポートの種類[1]
クラッシュレポートクラッシュしたアプリまたはプロセスに関するシステムレポートおよびユーザレポート。
スピンレポートアプリまたはプロセスの問題に関する詳細が含まれるシステムレポートおよびユーザレポート。
ログレポートシステムまたは特定のアプリの処理中に発生したイベントに関する情報が含まれるシステムレポートおよびユーザレポート。
診断レポートハードウェアのリソースやシステムの応答時間などに関する情報が含まれるシステムレポートおよびユーザレポート。
Mac解析データ/var/log/DiagnosticMessagesにあるメッセージトレーサーストアデータの内容。
system.log(システムログ)/private/var/log/system.logにあるレガシーシステムログファイルの内容。